# Mittlach
Ne doit pas être confondu avec Mettlach.
Mittlach est une commune française située dans la circonscription administrative du Haut-Rhin, dans le territoire de la Collectivité européenne d'Alsace, en région Grand Est. Elle est implantée à l’extrémité occidentale de la vallée de Munster, dans le massif des Vosges, et est traversée par la Fecht.
Bien que le territoire de la commune soit habité depuis le Moyen Âge, la commune elle-même est une création récente, n’ayant été fondée qu’en 1906. Mittlach fait partie auparavant de la commune de Metzeral, ce qui explique pourquoi elle presque entièrement entourée par le territoire de celle-ci et que sa superficie est assez faible. Malgré des dommages et des victimes civiles pendant la Première Guerre mondiale, la commune est relativement épargnée en comparaison des communes situées en aval, qui ont été presque totalement détruites.
Historiquement, l’économie de la commune est tournée vers l’agriculture, la sylviculture ainsi que l’industrie textile. À l’instar du reste de la vallée, la mécanisation, la concurrence de l’agriculture intensive et la délocalisation des usines textiles ont entraîné le déclin économique et le départ de la population, qui passe de près de six cents habitants en 1921 à moins de trois cents cinquante en 2021. Cette diminution du nombre d’habitants a pour conséquence le départ progressif des services publics, mais la vie politique locale reste dynamique, avec notamment un taux de participation aux élections municipales de 2020 plus de tente points supérieur à la moyenne nationale.
La perte de l’activité industrielle est également en partie compensée par le développement du tourisme. Celui-ci est plutôt tourné vers le patrimoine naturel et culturel, notamment les fermes-auberges. Néanmoins, la commune s’est récemment aussi investie dans le tourisme mémoriel avec notamment l’ouverture du musée de l’ambulance alpine en 2015. Le patrimoine industriel reste en revanche encore peu valorisé.

## Géographie

### Localisation et communes limitrophes
La commune de Mittlach se trouve dans le département du Haut-Rhin, dans la région Grand-Est. Elle se trouve au fond de la vallée de Munster, qui s’ouvre à l’est sur la plaine d’Alsace et est délimité à l’ouest par les crêtes donnant sur les vallées lorraines, tandis que le val d’Argent et le Florival la bordent respectivement au nord et au sud.
Elle se situe à 9,69 km par la route de Munster, pôle central de son bassin de vie, ainsi qu’à 22,93 km de Wintzenheim, bureau centralisateur du canton de Wintzenheim, et à 30,15 km de Colmar, chef-lieu de l’arrondissement de Colmar-Ribeauvillé, dont elle dépend,,,.
La principale commune limitrophe est Metzeral, dont le territoire entoure presque complètement celui de Mittlach, à l’exception d’une frontière commune avec le territoire de la commune de Sondernach à l’est. Les communes les plus proches vers l’est montrent une distance par la route et à vol d’oiseau similaires : Metzeral se trouve ainsi à respectivement 3,36 et 3,14 km, Sondernach à 4,91 et 3,27 km, Muhlbach-sur-Munster à 5,16 et 4,65 km,,. En revanche, les communes les plus proches vers l’ouest montrent des écarts importants du fait du relief : Wildenstein se trouve ainsi à 5,93 km à vol d’oiseau, mais à 38,50 km par la route et La Bresse à respectivement 11,50 et 37,51 km,.

### Géologie et relief
Mittlach est située dans le massif des Vosges, plus précisément dans les Vosges méridionales. Sa superficie cadastrale est de 11,4 km2 et sa superficie géographique de 11,22 km2,. L'altitude du territoire varie entre 515 m, au fond de la Fecht à l’entrée de la commune, et 1 320 m au Kastelberg, soit un dénivelé de 805 m,.
Sur le plan géologique, le fond de la vallée, où se trouve l’habitat principal, est couvert d’alluvions, sur une profondeur pouvant atteindre une quarantaine de mètres là où se trouvent des ombilics. La partie inférieures des versants des vallons et le fond des hautes vallées, notamment à Mittlach-le-Haut et au Kolberwasen, sont des restes de moraines constitués de blocs plus ou moins anguleux dans une matrice sablo-argileuse. Ces formations glaciaires, comme les alluvions, sont des résidus laissés par les glaciers lors de glaciation de Würm. Il y a une différence nette dans la composition de la partie supérieure des versant entre le versant nord, Koepfle et Kastelberg, et le versant sud, Seeberg, Herrenberg et Finsterwand. Le premier est en effet composé de microgranites à biotite et muscovite d’origine hercynienne et des arènes résultant de leur dégradation. Le second est une zone de transition complexe présentant un mélange de roches graniteuses et sédimentaires, ces dernières étant essentiellement représentées par des bancs de grauwacke et de schistes,.
La morphologie des versants et le couvert végétal favorisent l’infiltration de l’eau au travers des formations superficielles. Celle-ci est libérée par la suite par des sources à faible débit sous une forme pure et peu minéralisée. En fond de vallée, l’eau est stockée dans les alluvions et les ombilics. Ces derniers, remplis de sables et de limons, filtrent efficacement l’eau qui y est contenue, dont la qualité est proche de celles des sources. Ces eaux souterraines en fond de vallée sont toutefois vulérables au risque de pollution du fait de la proximité de l’habitat et des installations industrielles. Il n’existe pas de captage de ces eaux sur le territoire de la commune, mais il y en a un immédiatement à sa sortie en direction de Metzeral,.

### Hydrographie

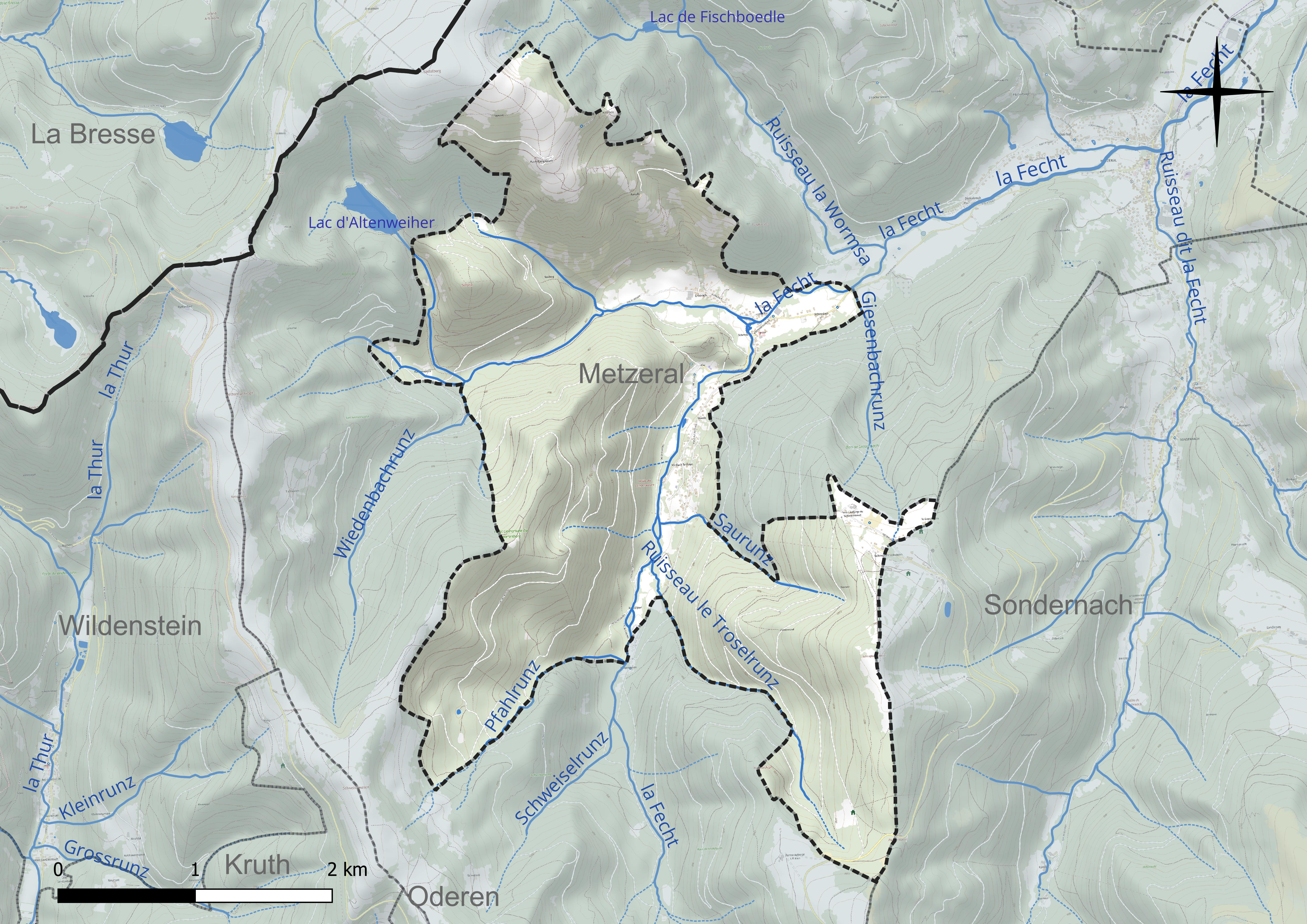
Réseau hydrographique de Mittlach.

La commune est traversée sur 3,89 km par la rivière Fecht, dont la source se trouve quelques kilomètres en amont, sur le territoire de la commune de Metzeral. Plusieurs ruisseaux affluents de la Fecht se trouvent également sur le territoire communal : l’Altenweiherbach, le Pfuhl ou Pfahlrunz, le Saurunz et le Troselrunz.
L’Altenweiherbach, parfois aussi appelé Kolbenfecht, est alimenté par plusieurs ruisseaux descendant les pentes orientales du Rothenbachkopf et du Batteriekopf et la pente nord du Schweiselwasen, ainsi que par le lac de l’Altenweiher, tous situé sur la commune de Metzeral. Il transite toutefois sur la majeure partie de son cours sur le territoire de la commune de Mittlach avant de s’y jeter dans la Fecht,. Le Pfalhrunz sert approximativement de frontière entre les communes de Metzeral et Mittlach sur presque l’intégralité de son tracé ; seule sa source, sur la pente est du Schweiselwasen, se trouve intégralement sur la commune de Metzeral,. C’est également le cas du Troselrunz, qui prend sa source sous le col du Platzerwasel à Metzeral et se jette dans la Fecht à Mittlach, mais transite sur la délimitation entre les deux communes sur la majeure partie de son parcours,. Le Saurunz en revanche a l’intégralité de son cours sur le territoire communal, soit 1,556 km de sa source au lieu-dit du même nom sur la pente occidentale du Schnepfenriedkopf,.

### Climat
Pour des articles plus généraux, voir Climat du Grand Est et Climat du Haut-Rhin.
En 2010, le climat de la commune est de type climat de montagne, selon une étude du Centre national de la recherche scientifique s'appuyant sur une série de données couvrant la période 1971-2000. En 2020, Météo-France publie une typologie des climats de la France métropolitaine dans laquelle la commune est exposée à un climat semi-continental et est dans la région climatique Vosges, caractérisée par une pluviométrie très élevée (1 500 à 2 000 mm/an) en toutes saisons et un hiver rude (moins de 1 °C).
Pour la période 1971-2000, la température annuelle moyenne est de 9,1 °C, avec une amplitude thermique annuelle de 16,7 °C. Le cumul annuel moyen de précipitations est de 1 917 mm, avec 14 jours de précipitations en janvier et 11 jours en juillet. Pour la période 1991-2020, la température moyenne annuelle observée sur la station météorologique de Météo-France la plus proche, « Munster_sapc », sur la commune de Munster à 9 km à vol d'oiseau, est de 10,4 °C et le cumul annuel moyen de précipitations est de 1 053,5 mm. 
La température maximale relevée sur cette station est de 38,3 °C, atteinte le 5 juillet 2015 ; la température minimale est de −19 °C, atteinte le 20 décembre 2009,,.
Les paramètres climatiques de la commune ont été estimés pour le milieu du siècle (2041-2070) selon différents scénarios d'émission de gaz à effet de serre à partir des nouvelles projections climatiques de référence DRIAS-2020. Ils sont consultables sur un site dédié publié par Météo-France en novembre 2022.

### Milieux naturels et biodiversité
La commune fait partie du parc naturel régional des Ballons des Vosges. La partie nord du territoire communal, correspondant au Seeberg et à la pente méridionale du Kastelberg, le vallon le plus à l’ouest au pied du Schweiselwasen et l’extrémité sud entre le Schnepfenriedkopf et le col du Platzerwasel font également partie de zones Natura 2000, à la fois au titre de la directive habitats et de la directive oiseaux. Les mêmes lieux sont classés en Zone naturelle d'intérêt écologique, faunistique et floristique (ZNIEFF) de type I, tandis que la majeure partie du territoire communal, à l’exception des parties les plus densément peuplés, est en zone de type II. Enfin le Kastelberg fait l’objet d’un arrêté de protection de biotope depuis 2008.
Au total, 535 espèces animales et végétales ont été répertoriées sur le territoire de la commune, dont 83 espèces protégées et 39 espèces menacées. Parmi celles-ci, la Botryche à feuilles de Rue est en particulier en danger critique d’extinction et protégée à l’échelle nationale et internationale.

## Urbanisme

### Typologie
Au 1er janvier 2024, Mittlach est catégorisée commune rurale à habitat dispersé, selon la nouvelle grille communale de densité à sept niveaux définie par l'Insee en 2022.
Elle est située hors unité urbaine. Par ailleurs la commune fait partie de l'aire d'attraction de Colmar, dont elle est une commune de la couronne,. Cette aire, qui regroupe 95 communes, est catégorisée dans les aires de 50 000 à moins de 200 000 habitants,.

### Occupation des sols
L'occupation des sols de la commune, telle qu'elle ressort de la base de données européenne d’occupation biophysique des sols Corine Land Cover (CLC), est marquée par l'importance des forêts et milieux semi-naturels (88,6 % en 2018), une proportion sensiblement équivalente à celle de 1990 (88,9 %). La répartition détaillée en 2018 est la suivante :
forêts (79,6 %), zones agricoles hétérogènes (9,4 %), milieux à végétation arbustive et/ou herbacée (9 %), prairies (2 %). L'évolution de l’occupation des sols de la commune et de ses infrastructures peut être observée sur les différentes représentations cartographiques du territoire : la carte de Cassini (XVIIIe siècle), la carte d'état-major (1820-1866) et les cartes ou photos aériennes de l'IGN pour la période actuelle (1950 à aujourd'hui).

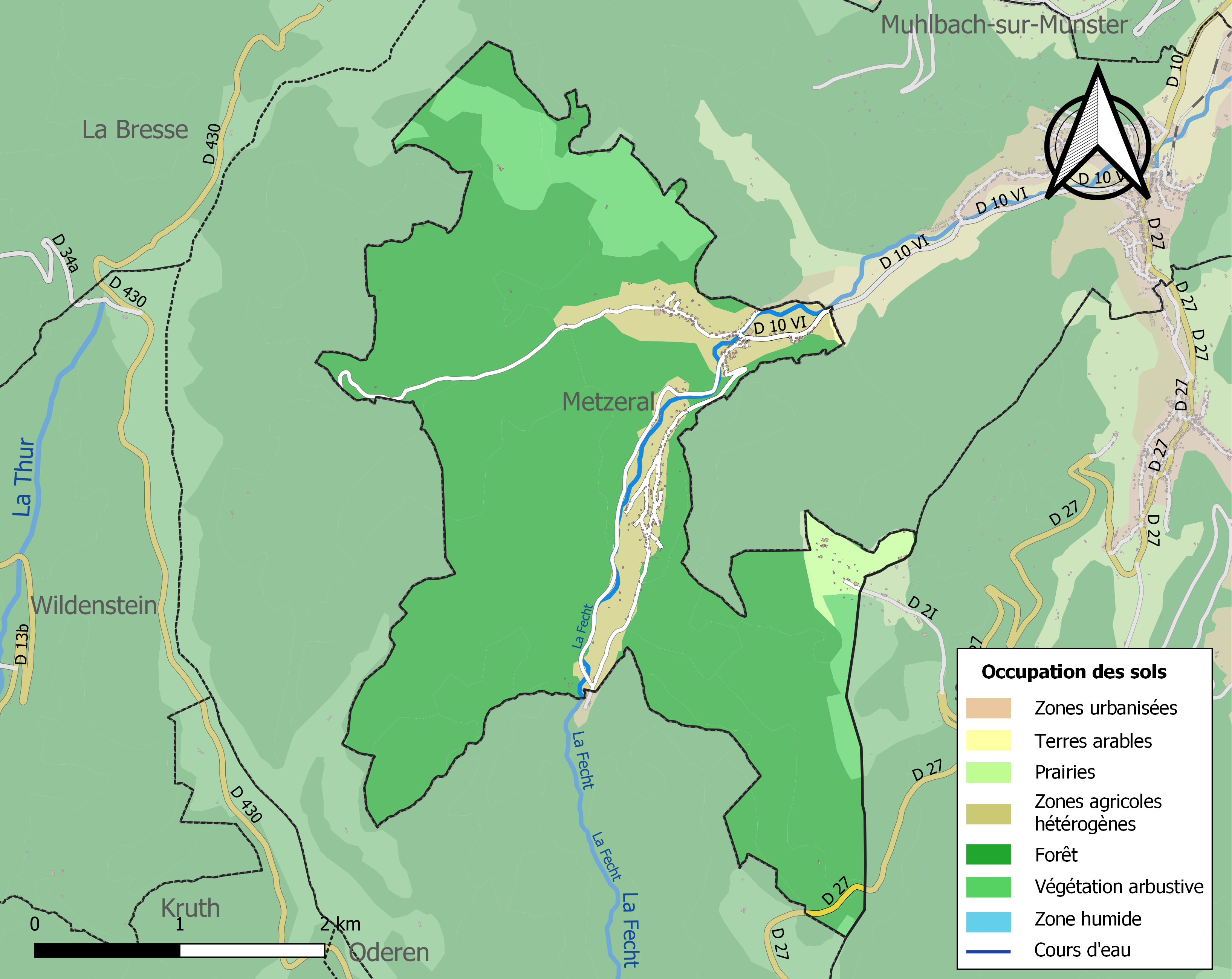
Carte des infrastructures et de l'occupation des sols de la commune en 2018 (CLC).

### Lieux-dits, hameaux et écarts
Mittlach compte trois hameaux : Haut-Mittlach est celui qui est le plus à l’écart, isolé sur les pentes du vallon du Langenwasen au sud de l’habitat central. Ebersch, au Nord-Ouest, et Schiessloch, à l’Ouest, sont plus proche et touchent presque le cœur de village. Le territoire de la commune comporte également plusieurs marcairies ou anciennes marcairies isolées dans la montagne, les plus notables étant le Kastelbergwasen sur les pentes du Kastelberg, le Kolbenwasen au pied du Rothenbachkopf et le Schnepfenriedwasen au sommet du Schnepfenriedkopf.

### Voies de communication et transports
En ce qui concerne les transports publics, Mittlach est desservie par la ligne de bus 68R012 Sondernach-Mittlach-Metzeral-Munster du réseau Fluo Grand Est 68. La gare la plus proche est à Metzeral et se situe sur la ligne Colmar-Metzeral. Les habitants de la commune peuvent en outre bénéficier du service de transport à la demande Trans’Vallée mis en place par la communauté de communes.

### Risques naturels et technologiques
Le risque d’inondation se matérialise principalement par des crues naturelles de la Fecht et de l’Altenweiherbach en hiver et au printemps lorsque de fortes précipitations s’associent à la fonte des neiges. La commune se trouvant très en amont du cours de la Fecht, elle reste néanmoins assez peu exposée à ce risque en comparaison des communes en aval et n’a connue que deux inondations ayant été suivie d’un arrêté de classement en catastrophe naturelle en avril 1983 et février 1990. La partie basse du village, le long de l’Altenweiherbach, est par ailleurs sujette au risque de rupture du barrage du lac l’Altenweiher,.
Ce risque est aggravé par la situation de la commune en zone de risque sismique modéré, ainsi que par celui de glissement de terrain, plusieurs ayant déjà eu lieu sur les pentes nord du vallon du Langwasen et au pied du Burgkoepfle. Ces zones figurent également parmi celles où le risque de chute de blocs est considéré comme étant fort. Cela se traduit par l’interdiction de nouvelles construction et des restrictions sur la modification des constructions existantes. D’autres zones présentent des risques élevés de chutes de blocs, notamment au pied du Seeberg, du Kastelberg et de l’Herrenberg, mais la très faible urbanisation de ces espaces atténue le risque réel,,. En outre, la partie de la commune située au pied du Rothenbachkopf peut présenter en hiver des risques d’avalanches, bien que celles-ci demeurent peu fréquentes. Trois avalanches majeures sont répertoriées, en 1852, 1908 et 1953, la première ayant fait deux morts. Enfin l’ensemble de la commune présente un risque majeur d’exposition au radon.

## Toponymie
Le nom du village, de l'allemand Mittel, milieu et Aha, ruisseau, rappelle qu'il occupe la vallée de la Fecht.

## Histoire
Les premières traces d’habitat humain sur le territoire de la commune remontent au Moyen Âge. Il ne s’agit alors que d’une ferme appelée Zufluss, située à la confluence de la Fecht et du Kolbenbach ainsi qu’en bordure du chemin reliant Munster, via Metzeral, à La Bresse par le col du Rothenbach. La ferme et les terres qui l’entourent forment une cense appartenant alors à l’abbaye de Munster, principal propriétaire foncier de la vallée de Munster.
À la fin du XVIe siècle, l’exploitation du minerai de fer sur la montagne du Burgköepfle entraîne la création d’un hameau au lieu-dit Obermittlach. Celui-ci est habité par les mineurs, mais également par des bûcherons et des charbonniers approvisionnant en combustible les fourneaux permettant la réduction du minerai. Ces habitants ne sont pour la plupart pas originaires de la région mais des immigrants venu du Tyrol et de la région de Salzbourg, viviers de main-d’œuvre spécialisée dans ce type d’opérations. À la même époque, un meunier vit à la ferme du Zufluss, ce qui laisse présager l’existence d’un moulin. Alors que Munster et les villages alentour sont largement passés à la Réforme, la communauté établie à Mittlach reste fidèle au catholicisme, ce qui leur vaut jusqu’au XVIIIe siècle d’occuper une place privilégiée dans les processions de la Fête-Dieu.
L’évolution de la communauté au XVIIe siècle est peu connue, faute de sources, mais la vallée ayant été fortement touchée par les pillages des belligérants au cours de la guerre de Trente Ans puis par les incursions des Lorrains, il est probable qu’elle ait également subi des déprédations durant cette période. L’immigration de bûcherons autrichiens se poursuit aux XVIIe et XVIIIe siècles et une agglomération prend forme vers le milieu du XVIIIe siècle avec l’émergence du quartier d’Erbersch, en amont de Zufluss, et de l’Ah, en aval. En 1756, le village est suffisamment grand pour que les habitants obtiennent l’autorisation de construire une école. Au moment de la Révolution, il compte cinquante-sept familles et cinquante-et-une maisons.
L’impact de la Révolution sur le village est assez faible, si ce n’est qu’il est administrativement rattaché à la nouvelle commune de Metzeral et que les terres autrefois possédées par l’abbaye passent entre les mains de l’État et des bourgeois de Metzeral et Sondernach. Le village connaît peu de changement jusqu’au quatrième quart du XIXe siècle, pendant lequel se développe l’industrie textile et le tourisme, notamment après le prolongement de la voie ferrée jusqu’à Metzeral en 1893. Néanmoins, dans le même temps, les conflits et litiges se multiplient entre la commune de Metzeral et son hameau de Mittlach, aboutissant à la séparation administrative par la création de la commune de Mittlach le 1er janvier 1908. Peu avant, en 1906, elle obtient davantage d’indépendance religieuse en disposant d’un vicariat autonome, mais le projet de construire une église pour avoir son propre curé est interrompu par la Première Guerre mondiale.
Mittlach est occupée par les troupes françaises dès le début du conflit et se trouve ensuite à l’arrière immédiat du front. Bien que souffrant moins de la guerre que les communes situées en aval, certaines ayant été totalement détruites, le village est bombardé à plusieurs reprises, entraînant destructions et victimes civiles.

## Politique et administration

### Découpage territorial
La commune de Mittlach est membre de la communauté de communes de la Vallée de Munster, un établissement public de coopération intercommunale (EPCI) à fiscalité propre créé le 30 mai 1996 dont le siège est à Munster. Ce dernier est par ailleurs membre d'autres groupements intercommunaux.
Sur le plan administratif, elle est rattachée à l'arrondissement de Colmar-Ribeauvillé, à la circonscription administrative de l'État du Haut-Rhin, en tant que circonscription administrative de l'État, et à la région Grand Est.
Sur le plan électoral, elle dépendait jusqu'en 2020 du canton de Wintzenheim pour l'élection des conseillers départementaux au sein du conseil départemental du Haut-Rhin. Depuis le 1er janvier 2021, elle dépend du même canton pour l'élection des conseillers d'Alsace au sein de la collectivité européenne d'Alsace.

### Élection municipales et communautaires

#### Élections de 2020
Le conseil municipal de Mittlach, commune de moins de 1 000 habitants, est élu au scrutin majoritaire plurinominal à deux tours avec listes ouvertes et panachage. Compte tenu de la population communale, le nombre de sièges à pourvoir lors des élections municipales de 2020 est de onze. Le premier tour se déroule le 15 mars 2020, avec un taux de participation de 77,78  % et ne débouche sur l’élection d’aucun des trente-trois candidats en lice. Les onze conseillers sont donc élus au second tour, qui se tient le 28 juin 2020 du fait de la pandémie de Covid-19, avec un taux de participation de 73,58 %,.
Le maire est élu par le conseil municipal au scrutin secret lors de la première réunion du conseil suivant les élections municipales, pour un mandat de six ans, c'est-à-dire pour la durée du mandat du conseil. Bernard Zinglé est ainsi élu maire le 3 juillet 2020 par sept voix contre quatre.
Dans les communes de moins de 1 000 habitants, les conseillers communautaires sont désignés parmi les conseillers municipaux élus en suivant l’ordre du tableau (maire, adjoints puis conseillers municipaux) et dans la limite du nombre de sièges attribués à la commune au sein du conseil communautaire. L’unique siège au conseil communautaire de la communauté de communes de la Vallée de Munster dont dispose Mittlach est ainsi occupé par le maire, qui siège également au bureau.

#### Chronologie des maires
| Période                                  | Période                       | Identité         | Étiquette | Qualité      |
| ---------------------------------------- | ----------------------------- | ---------------- | --------- | ------------ |
| Les données manquantes sont à compléter. |                               |                  |           |              |
| 1908                                     | 1921                          | Mathieu Nef      |           |              |
| 1921                                     | 1935                          | Joseph Dierstein |           |              |
| 1935                                     | 1959                          | Joseph Brunn     |           |              |
| 1959                                     | 1966                          | Matthias Zingle  |           |              |
| 1966                                     | 1971                          | Jules Jaeglé     |           |              |
| 1971                                     | 1983                          | Albert Dierstein |           |              |
| mars 1983                                | mars 2001                     | Antoine Boithiot |           |              |
| mars 2001                                | En cours (au 1 novembre 2024) | Bernard Zinglé   |           | Ancien cadre |

### Budget et fiscalité 2021
En 2021, le budget de la commune était constitué ainsi :
- total des produits de fonctionnement : 415 000 €, soit 1 244 € par habitant ;
- total des charges de fonctionnement : 396 000 €, soit 1 186 € par habitant ;
- total des ressources d'investissement : 40 000 €, soit 119 € par habitant ;
- total des emplois d'investissement : 52 000 €, soit 156 € par habitant ;
- endettement : 88 000 €, soit 264 € par habitant.

Avec les taux de fiscalité suivants :
- taxe d'habitation : 6,82 % ;
- taxe foncière sur les propriétés bâties : 23,02 % ;
- taxe foncière sur les propriétés non bâties : 83,67 % ;
- taxe additionnelle à la taxe foncière sur les propriétés non bâties : 0,00 % ;
- cotisation foncière des entreprises : 0,00 %.

## Équipements et services publics

### Enseignement
Il n’y a guère de possibilité pour les enfants d’aller à l’école jusqu’à la création d’une école catholique en 1756. Au XIXe siècle, la classe de Mittlach compte soixante-dix élèves, la plupart ne fréquentant toutefois guère l’école, et seulement en hiver. Sous-doté — il n’y a qu’un seul livre comme support pédagogique, sous payé et situé dans un hameau isolé, le poste d’instituteur est réputé difficile et ses titulaires n’y restent généralement que peu de temps avant d’implorer leur mutation. À la demande pressante du rectorat, la séparation des sexes est effectuée à la rentrée 1869 avec la création d’une classe de filles.
À partir du début du XXIe siècle, les effectifs de la classe unique regroupant les cinq niveaux du primaire baissent progressivement pour ne compter plus que onze élèves pendant l’année scolaire 2017-2018, entraînant sa fermeture. L’école primaire la plus proche est ainsi depuis la rentrée 2018-2019 celle de Metzeral. Pour l’enseignement secondaire général, les établissements les plus proches sont le collège Frédéric Hartmann et le lycée général Frédéric Kirschleger, tous deux situés à Munster. Pour l’enseignement secondaire professionnel, les établissements les plus proches sont le lycée polyvalent Lazare de Schwendi à Ingersheim et le lycée horticole du Pflixbourg à Wintzenheim.

### Culture
Le musée de l’ambulance alpine se trouve au sous-sol de la mairie, où était basé pendant la Première Guerre mondiale un poste médical avancé. Conservé pratiquement dans son état d’origine, celui-ci est décoré de fresques évoquant les combats ainsi que la mémoire des infirmiers tués en portant secours aux blessés. La gestion et l’animation du musée est assurée par l’association des Amis du Musée de l’Ambulance Alpine de Mittlach. Ce musée est également le point de départ d’un sentier mémoriel ponctué de panneaux informatifs sur dix kilomètres entre Mittlach et Metzeral.

## Population et société

### Démographie
L'évolution du nombre d'habitants est connue à travers les recensements de la population effectués dans la commune depuis 1871. Pour les communes de moins de 10 000 habitants, une enquête de recensement portant sur toute la population est réalisée tous les cinq ans, les populations de référence des années intermédiaires étant quant à elles estimées par interpolation ou extrapolation. Pour la commune, le premier recensement exhaustif entrant dans le cadre du nouveau dispositif a été réalisé en 2006.

En 2022, la commune comptait 340 habitants, en évolution de +0,29 % par rapport à 2016 (Haut-Rhin : +0,66 %, France hors Mayotte : +2,11 %).
| 1871 | 1875 | 1880 | 1885 | 1890 | 1895 | 1900 | 1905 | 1910 |
| ---- | ---- | ---- | ---- | ---- | ---- | ---- | ---- | ---- |
| 464  | 451  | 446  | 460  | 472  | 488  | 533  | 554  | 580  |

| 1921 | 1926 | 1931 | 1936 | 1946 | 1954 | 1962 | 1968 | 1975 |
| ---- | ---- | ---- | ---- | ---- | ---- | ---- | ---- | ---- |
| 578  | 512  | 516  | 470  | 429  | 382  | 381  | 376  | 364  |

| 1982 | 1990 | 1999 | 2006 | 2011 | 2016 | 2021 | 2022 | - |
| ---- | ---- | ---- | ---- | ---- | ---- | ---- | ---- | - |
| 307  | 291  | 290  | 311  | 341  | 339  | 336  | 340  | - |

## Culture locale et patrimoine

### Lieux et monuments

#### Patrimoine religieux et funéraire

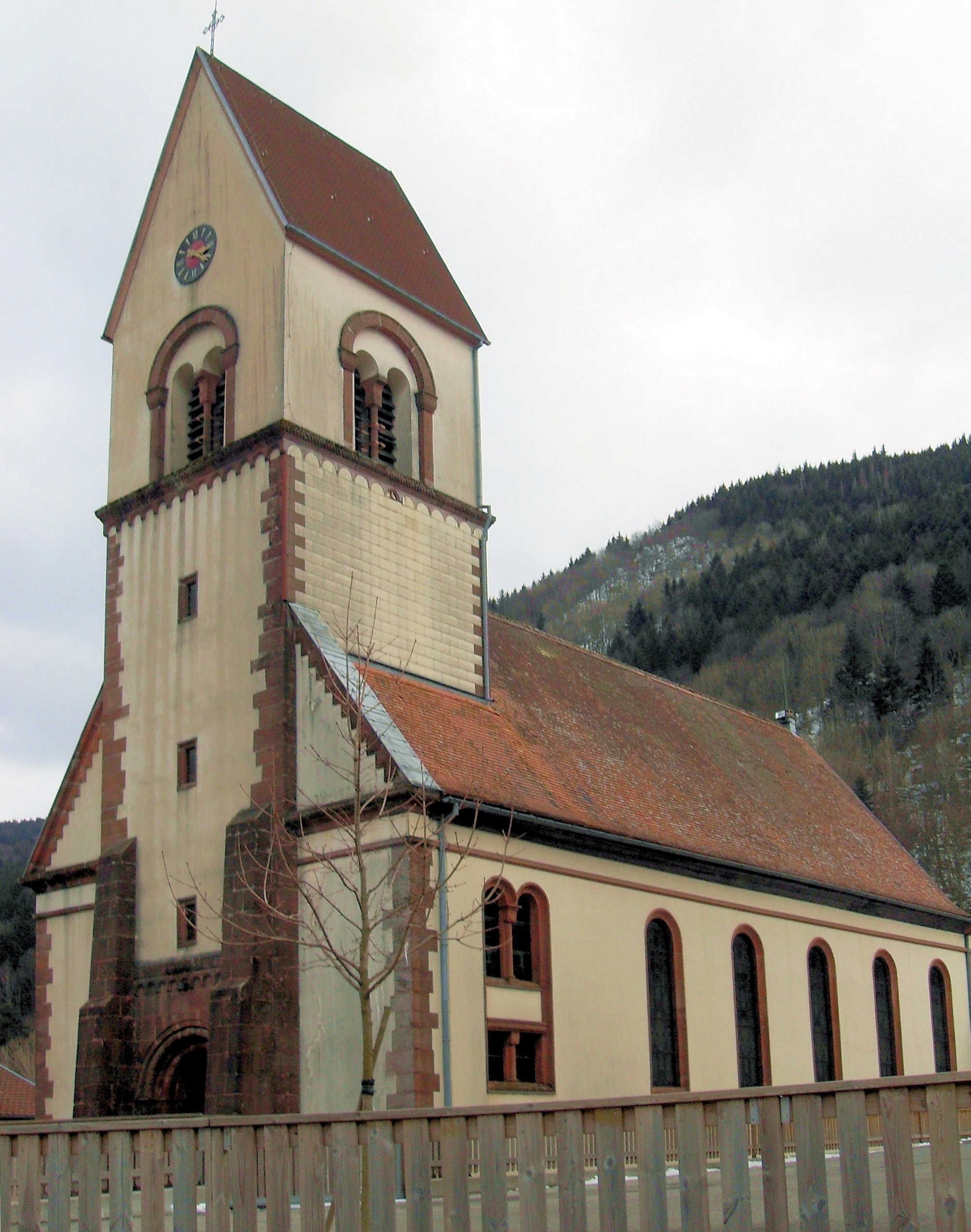
Église de l'Immaculée-Conception.

L’église de l’Immaculée-Conception est construite entre 1927 et 1929 sur les plans de l’architecte Chrétien Schoffit à l’emplacement d’une chapelle datant de 1894. Le grand mobilier, comme le confessionnal, les fonts baptismaux et le maître-autel, est contemporain de la construction de l’église et l’œuvre du menuisier Joseph Driesbach, dont le style se caractérise par le recours aux formes néoromanes ; le maître-autel a toutefois été démantelé en 1970 et il n’en reste que des fragments,,. Joseph Driesbach est aussi l’auteur du buffet de l’orgue, dont la partie instrumentale a été réalisée par Edmond Alexandre Roethinger. Quelques éléments sont toutefois plus anciens, notamment une cloche Edel de 1870 et des statues du XIXe siècle provenant probablement de l’ancienne chapelle,.
La grotte de Lourdes, située dans la forêt du Kiwi au-dessus de la commune, est construite en 1922 comme monument aux morts

#### Patrimoine agricole et industriel
Une grande partie du patrimoine bâti de la commune est le témoin du passé agricole de celle-ci. Elle compte ainsi plusieurs marcairies du XIXe siècle situées sur les hauteurs, comme celle du Seeberweg, bien que certaines, comme celle du Kastelberg, aient dû être reconstruites après la Première Guerre mondiale,. Le cœur du village comprend également quelques fermes du XIXe siècle,.
Les vestiges de l’activité industrielle sont également très visibles dans le bâti de la commune, notamment au centre du village où se trouvent les bâtiments de l’usine de tissage Immer-Klein. Construite en 1896, l’usine elle-même sert essentiellement de lieu de stockage depuis la fin de l’activité en 1955, mais a la particularité de comprendre une turbine hydraulique Francis de 1927, qui est de nouveau en fonction depuis le début des années 2000,. Autour de l’usine sont préservés les maisons construites entre la fin du XIXe siècle et le début des années 1920 par l’entrprise pour loger son personnel,,.

### Héraldique
| Blason de Mittlach | Les armes de Mittlach se blasonnent ainsi : « D'azur à la souche d'arbre écotée d'or posée en pal sur une terrasse de sinople, accostée de deux haches de bûcheron d'argent emmanchées d'or, plantées dans le tronc, l'une en bande, l'autre en barre. » |